# Бабурин, Алексей Николаевич
Алексей Николаевич Бабурин (род. 28 мая 1955, Москва) — священнослужитель Русской Православной Церкви (протоиерей), церковный и общественный деятель. Клирик храма Ризоположения на Донской улице, в прошлом настоятель церкви святителя Николая в селе Ромашково и Спасского храма в селе Усово Московской области. Председатель правления Межрегионального общественного движения в поддержку семейных клубов трезвости (МОД СКТ), врач-психиатр, член Исполкома Всероссийского общества православных врачей имени священноисповедника архиепископа Луки (Войно-Ясенецкого), член церковно-общественного совета по биомедицинской этике, член правления общества «Лосевские беседы», старший научный сотрудник ФГБНУ Научный центр психического здоровья.

## Биография[1]
Родился в Москве 28 мая 1955 года в день памяти благоверного царевича Димитрия Угличского и Московского в глубоко религиозной семье. Сразу же был крещен во имя Алексия, митрополита Московского, в Елоховском кафедральном соборе. Восприемником стал игумен Донат Щёголев (впоследствии архиепископ Калужский и Боровский).
По окончании московской средней школы до службы в армии обучался на фельдшерском отделении медицинского училища. По демобилизации из рядов Вооружённых сил продолжил обучение на лечебном факультете Московского медицинского стоматологического института. В это время алтарничал, читал и пел на клиросе, старался не пропускать воскресных и праздничных богослужений.
В 1986 году окончил терапевтический факультет Московского медицинского стоматологического института по специальности врач-психиатр, после чего с 1986 по 1989 год работал в Лаборатории клинической психологии Всесоюзного кардиологического научного центра АМН СССР, где занимался научными исследованиями на тему: «Медико-психологические виды помощи при табакокурении». По общественной линии занимал должность заместителя Председателя Комиссии ВКНЦ по борьбе с пьянством и алкоголизмом.
В годы учёбы и работы в научно-исследовательском институте был близко знаком с известными профессорами — физиком С. С. Васильевой, психологом Е. Н. Меллер-Кабановой, филологом А. А. Тахо-Годи, философом и филологом А. Ф. Лосевым, врачами Г. А. Покровским и В. П. Ларичевым (в настоящее время — игумен Валерий). В разные годы духовными наставниками были архимандриты Иоанн (Крестьянкин), Наум (Байбородин), протоиереи Сергий (Орлов), Василий Серебренников, Николай Ситников, Валериан Кречетов, иерей Орест Романовский.
Во время работы во Всесоюзном кардиологическом центре под влиянием монаха Андроника (А. Ф. Лосева) отказался от светской карьеры ученого-медика и посвятил себя служению Церкви. Благословил и напутствовал на рукоположение в священники архимандрит Кирилл (Павлов).
В день рождения 28 мая 1989 года Викарием Московской епархии Преосвященнейшим епископом Григорием (Чирковым) был рукоположен в диакона, а 13 августа 1989 года митрополитом Крутицким и Коломенским Ювеналием (Поярковым) возведен в сан священника.
В 1989 году вместе со священником Валерием Ларичевым начал окормление больных Научного центра психического здоровья, где в 1991 году при поддержке администрации во главе с директором Научного центра психического здоровья академиком Маратом Еноковичем Вартаняном был устроен больничный храм, расположившийся на третьем этаже административного корпуса. Больничный храм во имя иконы божией Матери «Целительница» при Научном центре психического здоровья стал первым, устроенным в психиатрической больнице после революции 1917 года по инициативе сотрудников НЦПЗ РАН. Освящение храма 30 октября 1992 совершил Святейший Патриарх Алексий II.
В 1990 году был назначен настоятелем Подмосковного Никольского храма Одинцовского района Московской области.
В различные годы своего пастырского служения поддерживал общение с такими церковными деятелями, как митрополит Никодим (Ротов), Иерофей (Влахос), архиепископа Киприан (Зернов), епископ Василий (Родзянко), архимандрит Клавдиан (Моденов) и Зинон (Теодор), иеросхимонах Сампсон (Сиверс), протоиерей Николай Морев.
В 1991 году по благословению председателя Отдела по благотворительности и социальному служению Московского Патриархата (в то время — архиепископ Сергий Солнечногорский) прошёл стажировку в итальянском Информационно-исследовательском центре по проблемам, связанным с потреблением алкоголя г. Тренто (итал. Centro studi e documentazione sui problemi alcolcorrelati Trento; директор — профессор психиатрии Ренцо Де Стефани) для ознакомления с методикой работы семейных клубов трезвости, разработанной в 1964 году югославским психиатром Владимиром Худолиным.
С 1992 года стал координировать, а в дальнейшем и руководить амбулаторной духовно-ориентированной программой семейной реабилитации лиц, пристрастившихся к употреблению психоактивных веществ и их родственников православные «Семейные клубы трезвости».
В рамках общественной и научной деятельности активно сотрудничал с писателем Г. Н. Айги, музыковедом Н. А. Листовой, искусствоведом Н. А. Померанцевой, художником Ю. М. Ракутиным, балеринами М. М. Михно и Э. М. Лиепой, киноведом Т. В. Москвиной, режиссёрами Л. А. Кулиджановым и М. Г. Щепенко, артистами Т. C. Басниной, Е. Г. Градовой, Л. В. Стриженовой, Л. А. Филатовым, Н. С. Шацкой, Г. И. Энтиным, архитектором Э. П. Путинцевым, маршалом России И. Д. Сергеевым, академиком А. Г. Чучалиным, детским микрохирургом И. В. Бурковым, кардиологами А. В. Недоступом и М. Я. Рудой, психиатром Г. И. Копейко, византологом В. В. Бычковым, А. В. Рудомино и многими другими лицами.
В 2009—2010 годах принимал участие в строительстве Спасского храма в селе Усово, где являлся исполняющим обязанности настоятеля до декабря 2010 года, а в последующем — клирик храма Ризоположения на улице Донской в городе Москве.
С 2011 года является старшим научным сотрудником ФГБНУ «Научный центр психического здоровья», принимает участие в создании научных и общественно-значимых программ помощи людям с религиозным мировоззрением, страдающим зависимым поведением.

## Служение в Русской Православной Церкви
28 мая 1989 года рукоположен в сан диакона.
13 августа 1989 года рукоположен в сан пресвитера.
14 февраля 1990 года указом Управляющего Московской Епархией митрополита Крутицкого и Коломенского Ювеналия за № 191 был назначен настоятелем храма Святителя Николая, Мирликийских Чудотворца в селе Ромашково Московской области.
С 1994 по 2006 годы руководил епархиальной комиссией по работе с медицинскими учреждениями (Московская областная епархия), преподавал наркологию для клириков и мирян на кафедре пастырского и нравственного богословия Богословского факультета Православного Свято-Тихоновского гуманитарного университета
С 1998 года являлся настоятелем Спасского храма в селе Усово Московской области.
В августе 2010 года назначен настоятелем нового Спасского храма в селе Усово, а в декабре 2010 года почислен за штат по состоянию здоровья.
В 2012 году зачислен в штат храма Ризоположения Господня на Донской улице.
Является членом Церковно-общественного совета по биомедицинской этике Московского патриархата, членом Исполкома Всероссийского общества православных врачей имени священноисповедника архиепископа Луки (Войно-Ясенецкого), членом правления общества «Лосевские беседы».

## Общественная и научная деятельность
Протоиерей Алексий Бабурин является основателем и руководителем православной семейной амбулаторной программы помощи зависимым от употребления психоактивных веществ и членам их семей «Православные семейные клубы трезвости». Семейные клубы трезвости — добровольное сообщество семей, объединившихся для решения проблемы зависимости от алкоголя, наркотиков и других психоактивных веществ и действий. Семьи встречаются для объединения усилий на пути к трезвому образу жизни и духовно-нравственному становлению.
В 1992 году священник Алексий Бабурин в составе группы волонтёров прошли обучение в итальянском Информационно-исследовательском центре по проблемам, мсвязанных с потреблением алкоголя г. Тренто для ознакомления с методикой работы семейных клубов трезвости по методологии хорватского психиатра Владимира Худолина.
История создания семейных клубов трезвости в мире относится к 1964 году, когда в Хорватии в городе Загреб начал активную работу по развитию программы внебольничной реабилитации зависимых от алкоголя и членов их семей хорватский психиатр Владимир Худолин. Развивая семейный подход в амбулаторной реабилитации, Худолин опирался на опыт терапевтических сообществ Максвелла Джонса и общую теорию систем Бинсвангера. Первоначально присущий реабилитационной модели социально-экологический взгляд на природу алкоголизма впоследствии был пересмотрен, в результате чего был сформирован целостный (холистический) подход, включающий в себя и духовное измерение.
Опыт югославских семейных клубов трезвости был подхвачен и успешно реализован в соседней Италии, где к 1990-м годам насчитывалось уже свыше 2500 клубов. В последующем программа получила распространение в 35 странах мира, а на сегодняшний день существует свыше 3500 клубов трезвости, объединённых в Итальянскую ассоциацию местных клубов трезвости (итал. Associazione Italiana dei Club Alcologici Territoriali — AICAT).
5 декабря 1992 года при никольском храме села Ромашково Одинцовского района Московской области был организован первый семейный клуб трезвости", что положило начало развитию клубного движения в России. Первый клуб носил название "Община Трезвости в честь образа Божией Матери «Неупиваемая Чаша». С 1994 по 1996 годы совместно с итальянскими специалистами было подготовлено более 150 руководителей семейных клубов трезвости, однако работу продолжили лишь несколько человек.
В 1990 году был создан, а в 2000 году юридически зарегистрирован АНО «Душепопечительский центр имени преподобномученицы Великой Княгини Елизаветы Федоровны „Дом милосердия“». В своей работе российское клубное движение стало реализовывать методологию семейной реабилитации В. Худолина и принципы духовно-ориентированного диалога Т. А. Флоренской.
В 2011 году группой единомышленников под руководством протоиерея Алексия Бабурина в Минюсте было зарегистрировано Межрегиональное общественное движение в поддержку семейных клубов трезвости (МОД СКТ), которое стало преемником АНО «Дом милосердия» и национальным оператором Всемирной ассамблеи национальных ассоциаций семейных клубов трезвости (WACAT). В 2015—2016 годах Российская ассоциация семейных клубов трезвости наладила сотрудничество с Хорватской и Сербской ассоциациями СКТ, в связи с чем встал вопрос о членстве россиян в международной организации и уже в 2017 году постоянным представителем от России в Исполнительном комитете WACAT стала Ирина Микурова-Чубукова.
15 ноября 2016 году по итогам I Международного конкурса программ профилактики, реабилитации и ресоциализации в сфере охраны психического здоровья «Осознанный выбор», проходившего в рамках III Дроздовских чтений, программа «Приходские семейные клубы трезвости» была признана лучшей программой по социальной реабилитации потребителей ПАВ и их родственников.
C 2017 года в рамках Международных Рождественских образовательных чтений в Донском мужском ставропигиальном монастыре проводятся ежегодные Съезды семейных клубов трезвости, в которых принимают участие делегаты из различных регионов России, а также представители международных клубов. По итогам I Съезда семейных клубов трезвости, проходившего 26 января 2017 года, была принята Резолюция семейных клубов трезвости, определившая развитие Движения семейных клубов трезвости в России. Основополагающим документом, регулирующим деятельность семейных клубов трезвости, является Конвенция семейных клубов трезвости, которая была принята 26 января 2018 года на II Съезде.
С 2011 года протоиерей Алексий Бабурин является старшим научным сотрудником ФГБНУ НЦПЗ. В рамках научной деятельности активно участвует в научных событиях, конференциях, круглых столах, в том числе и международных. В рамках государственного заказа Министерства здравоохранения РФ совместно с научной группой ФГБНУ НЦПЗ в 2016—2018 годах была разработана «Технология конфессионально-ориентированной реабилитации эндогенных психически больных с алкогольной зависимостью с религиозным мировоззрением».

## Семья
Женат, имеет 3 детей (два сына и дочь), 10 внуков. Один из сыновей — священник Алексий Алексеевич Бабурин. Брат — протоиерей Василий Бабурин, настоятель Патриаршего Подворья храм Всех Святых во Всехсвятском на Соколе.

## Награды

#### Церковные награды
- 1990 год — Набедренник, камилавка
- 1995 год — Наперсный крест
- 1996 год — Орден мученика Трифона III степени[34]
- 1998 год — Грамота благодарственная
- 1999 год — Сан протоиерея
- 2000 год — Медаль преподобного Пахомия Нерехтского
- 2002 год — Медаль преподобного Сергия Радонежского I степени
- 2004 год — Палица
- 2009 год — Крест с украшениями
- 2010 год — Орден преподобного Сергия Радонежского III степени[8]
- 2014 год — Орден святого благоверного князя Даниила Московского III степени[35]
- 2015 год — Патриаршая грамота[36]
- 2019 год — право служения Божественной литургии с отверстыми Царскими вратами до «Херувимской песни»[37]

#### Общественные поощрения и награды
- 2003 — Медаль «За заслуги перед отечественным здравоохранением»
- 2008 — Диплом XIII Международного Фестиваля кинофильмов и телепрограмм «Радонеж» «За уникальный миссионерский проект»[38]
- 2010 — Почетная грамота Федеральной службы по контролю за оборотом наркотиков (ФСКН) «За помощь органам наркоконтроля в решении возложенных на них задач». Вручена во время конференции «Духовная и медицинская помощь в преодолении пороков наркозависимости, пьянства и табакокурения» в рамках XVIII Международных Рождественских образовательных чтений
- 2016 — Диплом лауреата конкурса «Осознанный выбор» по итогам Первого Международного конкурса программ профилактики, реабилитации и ресоциализации в сфере охраны психического здоровья «Осознанный выбор» в номинации: Лучшая программа социальной реабилитации потребителей и/или зависимых от психоактивных веществ.[26]

## Печатные труды

#### Книги и учебные пособия
- Бабурин А. Н., Ермошин А. Ф., Жохов В. Н., Карпова М. Н., Никулин А. В., Турбина Л. Г. «Алкоголь: мифы и реальность». 1 часть // Методическое пособие — Издание Православного центра наркологической помощи (церковь Святителя Николая, Ромашково) и Информационно-исследовательского центра по проблемам, связанным с потреблением алкоголя (Италия, Тренто). Московская область, 1994 г. — 18 с.
- Бабурин А. Н., Ермошин А. Ф., Жохов В. Н., Карпова М. Н., Никулин А. В., Турбина Л. Г. «Семейный клуб трезвости». 2 часть // Методическое пособие — Издание Православного центра наркологической помощи (церковь Святителя Николая, Ромашково) и Информационно-исследовательского центра по проблемам, связанным с потреблением алкоголя (Италия, Тренто). Московская область,1994 г. — 16 с.
- Протоиерей Алексий Бабурин. «Объединить наши усилия». Глава из сборника «Наркомания: грех или болезнь?» // Издательство «Даниловский благовестник». Москва, 2000 г. — 182 с. (с. 146—182)
- «Вразуми меня и буду жить. Беседы в общине трезвости» // Под общей редакцией протоиерея Алексия Бабурина. Составитель Е. Савостьянова. — М.: АНО «Душепопечительский центр имени Великой княгини преподобномученицы Елизаветы Федоровны „Дом Милосердия“». Москва, 2008. — 240 c.
- Протоиерей Алексий Бабурин, Д. П. Девяткин, М. Г. Щепенко, Н. С. Вятчанин. «Приходские семейные клубы трезвости (1992—2011)» // Сборник — Издание храма Всех Святых во Всехсвятском на Соколе, 2011 год
- А. Н. Бабурин, Г. В. Гусев, Е. А. Соборникова, А. А. Горячева. «Семейные клубы трезвости как метод реабилитации в системе наркологической помощи» // Учебно-методическое пособие — ГБОУ ДПО РМАПО Минздрава России. Москва, 2016 г. — 112 с. ISBN 978-5-7249-2530-3

#### Статьи и публикации
1. Бабурин А. Н., Казьмина О. Ю., Магай А. И., Казьмина Е. А. «Психообразовательные технологии в структуре реабилитационной деятельности у психически больных с религиозным мировоззрением» // Сборник научных трудов II Конгресса «Психическое здоровье человека XXI века», Москва, 5-7 октября 2018 года
2. Бабурин А. Н. «Духовно-интегрированная терапия — системообразующая составляющая полноценного врачевания лиц с алкогольной зависимостью» // Публикация в сборнике материалов XXVI Национального Конгресса духовности в социально-экологическом подходе, Ассизи (Италия), 11-13 мая 2018 года // Camminando Insieme. AICAT — Associazione Italiana Club Alcolisti in Trattamento. N.2 giugno 2018, p. 28-32
3. Горячева А. А., Бабурин Алексей (протоиерей), Чубукова И. В. «Подготовка ведущих семейных клубов трезвости как вариант дополнительного образования взрослых» // Сборник Всероссийской конференции «Пути и условия совершенствования системы профилактики зависимых форм поведения и противодействие проникновению идеологии экстремизма и терроризма в образовательной среде», Москва, 31 мая 2018 года, МГТУ им. Баумана
4. Горячева А. А., Бабурин А. Н., протоиерей, Магай А. И. «Концептуальные основы деятельности викариатской школы подготовки работников семейных клубов трезвости» // В сборнике: «Социальное служение Православной Церкви: проблемы, практики, перспективы. Материалы Научно-практической конференции». 2017. С. 254—259.
5. Бабурин А. Н., Авдюшко А. А., Магай А. И., Гусев Г. В., Бердичевский А. А. «Трезвенническое движение в церковной среде: православные приходские семейные клубы трезвости» // Тезисы доклада на VIII научной конференции «Алкоголь в России», Иваново, 27-28 октября 2017 года
6. Бабурин А. Н., Петар Настасич, Магай А. И., Бердичевский А. А. "Семейный подход в реабилитации пациентов, зависимых от употребления алкоголя, на примере работы амбулаторной программы «Приходские семейные клубы трезвости» // Теологический вестник Смоленской Православной Духовной Семинарии. 2017. № 3-2 (3). С. 87-94.
7. Бабурин А. Н., Петар Настасич, Панченко А. Г., Магай А. И. «О семейном подходе в реабилитации зависимых от алкоголя и их ближайшего окружения» // Материалы II Международного конгресса помогающих профессий, Уфа, Республика Башкортостан, 21- 23 сентября 2017
8. Бабурин А. Н. «Рюмка чая на столе» // Интервью П. Коробейникову в газете «Православная Москва», № 11 (624), 2017 г.
9. Бабурин А. Н. «Влияние веры, поста и молитвы на избавление от алкогольной зависимости» // Журнал «Наркология», № 5, 2017 г., с. 71-74
10. Бабурин А. Н., Магай А. И., Казьмина Е. А., Гедевани Е. В., Болтрукевич М. Д. «Технология конфессионально-ориентированной реабилитации больных эндогенными психическими заболеваниями с алкогольной зависимостью» // Материалы Первой Московской Международной конференции «Религиозность и клиническая психиатрия», 20-21 апреля 2017 года: Сборник научных трудов.- М.: «Сам Полиграфист», 2017. — С. 96 — 100
11. Бабурин А. Н., Соборникова Е. А., Магай А. И., Казьмина Е. А. «Семейные клубы трезвости как подход в реабилитации лиц, зависимых от употребления алкоголя и их созависимых родственников». Тезисы на научно-практической конференции III Дроздовские чтения, ЦДУ, Москва, 15 ноября 2016 года // Журнал «Вопросы наркологии», № 11-12, 2016 г.
12. Baburin А., Magay А., Borisova O., Kaz’mina E. An alternative approach to psychotherapy rehabilitation of addicted to psychoactive sudstances, based on the religious ideology. // Treći Hrvatsko — Ruski Kongres duhovne psihijatrije s međunarodnim sudjelovanjem. Croatian Institute of Spiritual Psychiatry — CISP, 2015
13. Протоиерей Алексий Бабурин. «Альтернативный подход к психотерапии и реабилитации больных, зависимых от психоактивных веществ, основанный на религиозном мировоззрении» // Тезисы опубликованы в сборнике материалов Мультидисциплинарной научно-практическая конференция «Терапия семейных отношений как путь профилактики зависимостей», Москва, РМАПО, 4 февраля 2015 года
14. А. Н. Бабурин, Г. В. Гусев, Е. Ю. Иконникова, А. И. Магай. «Семейные клубы трезвости. 20-лет в России» // Материалы конференции в рамках III Международной научно-практической конференции «Аддиктивное поведение: профилактика и реабилитация», Москва, МГПУ, 6-7 ноября 2013 года
15. Бабурин Алексий, протоиерей, Дронов И. А., Машукова Н. Г. «Вакцинация: нерешенные этические проблемы» // Журнал «Церковь и медицина», № 2, сентябрь, 2013 г.-C.30-36
16. Бабурин Алексий, протоиерей. «Православный психотерапевтический подход в профилактике и врачевании пристрастий». Доклад на II Всероссийском съезде православных врачей. 1-2 октября 2009 г. // Журнал «Церковь и медицина», № 5, январь, 2010 г.-C.24-26
17. А. Н. Бабурин, протоиерей. «Счастлив тот, кто вина не пьет…» // Медиапортал ТВСПАС, 2009
18. Бабурин Алексий, протоиерей. «Душепопечение наркологических больных в условиях прихода». Доклад на I Всероссийском съезде православных врачей. 28-29 сентября 2007 г. // Журнал «Церковь и медицина», № 3, 2009 г.-C.48-54
19. А. Н. Бабурин, протоиерей. «Семейные клубы трезвости. Как это происходит в Хорватии». // Сайт МОД СКТ, 09.08.2008
20. А. Н. Бабурин, протоиерей. «Православный семейный клуб трезвого образа жизни» // Из книги «Вразуми меня и буду жить», автор-составитель Е. Савостьянова, 2008
21. Комаров Г. А., Бабурин А. Н., Мокроусова Е. В., Манько М. В. «О юридических аспектах взаимодействия учреждений здравоохранения и Русской Православной Церкви» // «Медицинское право». — 2008. — № 1 (21). — С.10-14
22. Комаров Г. А., Бабурин А. Н., Манько М. В. «Консолидация усилий органов здравоохранения, врачей и Русской православной церкви в формировании здоровья нации» // «Здравоохранение Российской Федерации». — 2007.- № 5.- С. 50 — 51
23. Бабурин Алексий, протоиерей. «Пора собирать съезд» // «Трезвение». — 2005. — № 10 (58).- Октябрь.- С.1
24. А. Н. Бабурин. «Опыт организации попечительства клириками Московской епархии над больными и страждущими» // «Православие и медицина. Сборник избранных докладов медицинской секции Международных Рождественских образовательных чтений (Конференции IX—XII)». Москва, 2005. — 352 с. (С.300-322)
25. А. Н. Бабурин, протоиерей. «О демографическом кризисе в России и церковных мерах противодействия ему» // Доклад на заседании Епархиального собрания Московской епархии, Москва, Новодевичий монастырь, 20 декабря 2004 года. Сайт Московской епархии Русской Православной Церкви
26. Бабурин Алексий, протоиерей. «Грех-врата для сатаны в человеческое тело и душу» // Материалы духовно-медицинской международной конференции, посвящённой святителю Луке, архиепископу Симферопольскому и Крымскому, (профессору медицины В. Ф. Войно-Ясенецкому) 1-4 сентября 2004 г. Симферополь, Издательство Симферопольской и Крымской епархии, 2005.-С.372-382
27. А. Н. Бабурин, протоиерей. «Пагубные корни алкоголизма и наркомании» // Журнал «Московские епархиальные ведомости», N 1-2. 2002
28. Бабурин Алексий, протоиерей. «Не дай Бог такой селекции…» // «Российское здоровье и общество». — 2001. — № 10. — 12 ноября. — С.2
29. Бабурин Алексий, протоиерей. «Духовные аспекты наркомании» // Реф. сбор. «Новости науки и техники», серия «Медицина», выпуск «Алкогольная болезнь», № 5. 2001. С. 1 — 6
30. Бабурин Алексий, протоиерей. «Истоки псевдодуховности» // «Медицинский курьер». —2001 — № 3-4. — С.34 — 37
31. А. Н. Бабурин, протоиерей. «Объединить наши усилия» // Сб. «Наркомания: грех или болезнь». М., «Даниловский благовестник», 2001. С. 146—182
32. Бабурин Алексий, протоиерей. «Мы ушли из Отчего дома» // «Видновские Вести».- 2001.-№ 37 (10 297).- 31 марта.- С.7
33. Бабурин Алексий, протоиерей. «Широки врата и пространен путь, ведущие в погибель» // «Медицинский курьер». — спец. выпуск —2001 — № 1-2 (16). — С.32-33.
34. Бабурин Алексий, протоиерей. «Никольский храм в селе Ромашково» // «Московские Епархиальные ведомости».-1999.- № 1-2.
35. Бабурин Алексий, протоиерей. «Пастырское мнение о перспективах участия Русской Православной Церкви в борьбе с наркоманией» // Публикация доклада на четвертом пленарном заседании Всемирного конгресса антинаркотических сил «В XXI веке без наркотиков» (26.06.1999) в «Журнале Московской Патриархии», № 9, 1999
36. Бабурин А. Н., Гусев Г. В. «Православная церковь за здоровый образ жизни (на примере борьбы РПЦ с народным пьянством XIX нач. XX вв.)» // Реферативный сборник «Новости науки и техники», серия "Медицина, выпуск «Алкогольная болезнь». — 1998. — № 9. — C.1-7
37. Бабурин Алексий, священник, Г. В. Гусев. «Русская Православная церковь в борьбе за трезвость народную: страницы истории» // «Московские Епархиальные ведомости». — 1998. — № 4-5. — С. 50-57
38. Бабурин Алексий, священник, Гусев Г. В. «О содержании понятия „Социальная педагогика“ с точки зрения православного человека» // Московская городская учительская семинария. Научный сборник. Москва, 1997. С.31-37
39. Бабурин Алексий, священник. «Взгляд священника РПЦ на роль духовенства и мирян в реадаптации наркоманов и их семей» // «Журнал Московской Патриархии». № 4-5. 1996. С. 32- 34
40. Бабурин Алексий, священник, Померанцева Н. А., профессор, Трофимов А. «Донская икона Божией Матери» // «Благовест». Сентябрь. 1995. С. 2.
41. Бабурин Алексий, иерей. «Монах Андроник [из разговоров с А. Ф. Лосевым]» // «Москва». № 4. 1995. С.187-190
42. Бабурин А. Н., Ермошин А. Ф., Жохов В. Н., Карпова М. Н., Никулин А. В., Турбина Л. Г. «Опыт работы семейных клубов трезвости» // Журнал «Вопросы наркологии», № 2. 1994. C.91-94
43. Бабурин А. Н. «Медико-психологические виды помощи при табакокурении» // Обзор литературы. Экспресс-информация «Социальная гигиена и организация здравоохранения». Москва, ВНИИММТИ. Выпуск 9. 1988 г. С. 1-20